# Florian Toperngpong
Florian Chainarong Toperngpong (* 26. Januar 1978 in Regensburg) ist ein deutscher Grafiker, Künstler und Autor.

## Leben
Florian Toperngpong studierte Kommunikationsdesign an der Fachhochschule Würzburg. Als Diplomarbeit eröffnete er in der Regensburger Innenstadt zeitweise „res publica“, ein Büro für grafische und künstlerische Interventionen. Dort entstanden unter anderem die Aktionen „Klaut Kunst“ und „A Poem cut to fit“. 2003–2004 war er Stipendiat für „Visual Communication“ und „Creative Writing“ am FABRICA Forschungsinstitut in Treviso, Italien. Er ist Kulturförderpreisträger der Stadt Regensburg. Er lebt und arbeitet in Regensburg.

## Werk
In seinen künstlerischen Projekten setzt sich Toperngpong mit gefundenen Dokumenten und alternativen Realitäten auseinander. Er arbeitet mit verschiedenen künstlerischen und medialen Techniken wie Fotografie, Text, Zeichnung, Scherenschnitt und Objets trouvés. Bezeichnend für seine Arbeiten ist die Verbindung von Bild und Text. Sein 2010 gegründetes „Mills Archiv“ sammelt Interviews, Schriftstücke und gefundene Fotos die helfen sollen, die Frage zu beantworten, ob das Leben von Zufall, Vorherbestimmung oder freiem Willen geprägt ist.
2016 erschien sein Buch „Das (Baan)Thai Kochbuch“, in welchem er von seiner Familiengeschichte und dem Aufwachsen im ersten thailändischen Restaurant Regensburgs erzählt.
Die Performance „Alles, was ich weiß“ ist eine künstlerische Versuchsanordnung und beleuchtet den Stellenwert von Allgemeinwissen in unserer digitalen Gesellschaft: Toperngpong setzte sich 2017 eine Arbeitswoche lang in die Regensburger Galerie konstantin b. und schrieb sein memoriertes Faktenwissen auf Post-its. Die Performance wurde 2019 im LWL-Industriemuseum Dortmund im Rahmen der Ausstellung „Alles nur geklaut?“ wiederholt.
Das Projekt „Papierkorb der Weltgeschichte“ versammelt Briefe und andere Schriftstücke von berühmten Persönlichkeiten. Über deren Herkunft und Echtheit wird der Betrachter im Unklaren gelassen, woraus sich ein Spiel zwischen Wirklichkeit und Fiktion entspinnt.
Für die Einzelausstellung „Position R9 Florian Toperngpong“ (2020) in der Städtischen Galerie Regensburg erfand er eine fiktive Behörde, die die Werkschau zensierte und stattdessen die inszenierte Wanderausstellung „100 Fundstücke, die die Welt erklären“ installieren ließ.

## Publikationen
- 100 Fundstücke aus dem Mills Archiv, Eigenverlag[10]
- Alles, was ich weiß – Ein Selbstversuch auf Post-its, Eigenverlag
- Das (Baan)Thai-Kochbuch, Verlag Jacoby & Stuart, ISBN 978-3-941087-47-7
- Aus dem Papierkorb der Weltgeschichte, Verlag Jacoby & Stuart, ISBN 978-3-96428-090-9
- Future History 2050 (Illustration), Verlag Jacoby & Stuart, ISBN 978-3-96428-057-2
- Florian Toperngpong: Position R9. Herausgeber Museen der Stadt Regensburg, ISBN 978-3-943222-59-3

## Ausstellungen
Einzelausstellungen
- 2003 Diplomarbeit „Res Publica“ – Galerie/Kreativort in der Regensburger Glockengasse mit diversen Aktionen: Klaut Kunst, Die Frage der Woche, A Poem cut to fit, 8 Grad bewölkt
- 2005 „Unsung Heroes“, U&D Würzburg
- 2009 „What am I going to do ...?“, Universitätsgalerie Pilsen
- 2010 „Was bisher geschah – eine Archivöffnung“ Sigismundkapelle Regensburg
- 2015 „Das Mills-Archiv“ im Rahmen der Debütantenausstellung des BBK Niederbayern/Oberpfalz
- 2017 „Alles, was ich weiß“ Galerie konstantin b., Regensburg
- 2019 „Papiergeschichten“, Blaue Nacht, Regensburg
- 2019 „Aus dem Papierkorb der Weltgeschichte“, Galerie konstantin b., Regensburg
- 2019 „Alles, was ich weiß“, Alles nur geklaut, LWL-Industriemuseum, Dortmund
- 2020 „Position R – Florian Toperngpong“, Städtische Galerie im Leeren Beutel
- 2020 „100 Fundstücke, die die Welt erklären“, Städtische Galerie im Leeren Beutel

Gruppenausstellungen
- 2006 Karikatur in Regensburg, Kunst- und Gewerbeverein Regensburg
- 2007 Zornbörse, Performance/Installation mit Andreas Liebmann, homobellicus Berlin, attension Müritz
- 2008 No Future, Performance/Installation, Go East Regensburg
- 2008 Hommage à Lovis Corinth, Galerie C. Insinger, Distelhausen
- 2009 Grazifikation 8, Kunstverein Graz, Regensburg
- 2012 Kunstkooperation Regensburg–Brixen, Historisches Museum Regensburg
- 2018 Archiv der obsoleten Dinge (mit Peter Engel), Galerie konstantin b., Regensburg
- 2019 Jeder Griff muss sitzen, Performance, Dilly Dally Designmarkt
- 2019 Herbstauslese, galerie konstantin b., Regensburg
- 2020 Vom Kumor in der Hunst, Kunst- und Gewerbeverein Regensburg
- 2020 Luft? Sehr witzig!, Luftmuseum Amberg

## Auszeichnungen
- 2004 Jugendkulturpreis des Bezirks Oberpfalz[11]
- 2015 Debütantenförderung des Bayerischen Staatsministeriums für Wissenschaft und Kunst[12]
- 2018 Kulturförderpreis der Stadt Regensburg[13]
- 2021 Nominierung für den Deutschen Jugendliteraturpreis[14]